# Aristium
Aristium (Aristio) naslovno je biskupsko sjedište Rimokatoličke crkve. 
Drevno biskupsko sjedište koje je u kasnoj antici bilo politički dio rimske provincije Frigia Pacaziana (danas zapadna Turska). Biskupija je dodijeljena crkvenoj provinciji Laodiceji. Biskupija je kao naslovna biskupija obnovljena 9. veljače 1940. godine kada je dr. mons. Josip Marija Carević imenovan naslovnim biskupom. Nakon njegove smrti 10. svibnja 1945. to je mjesto ostalo upražnjeno.

## Vanjske poveznice
- catholic-hierarchy.org